# Liste der Bodendenkmale in Triebel/Vogtl.
In der Liste der Bodendenkmale in Triebel/Vogtl. sind die Bodendenkmale der Stadt Triebel/Vogtl. und ihrer Ortsteile nach dem Stand der Auflistung von Volkmar Geupel aus dem Jahr 1983 aufgelistet. Eventuelle Änderungen und Ergänzungen, insbesondere aus der Zeit nach der Wende, sind nicht berücksichtigt, da für Sachsen aktuell keine neueren allgemein zugänglichen Bodendenkmallisten vorliegen. Die Baudenkmale sind in der Liste der Kulturdenkmale in Triebel/Vogtl. aufgeführt.
| Denkmal-ID | Fundart            | Ortsteil     | Bezeichnung                                                       | Zeitstellung    | Lage                                                       | Bemerkungen | Bild |
| ---------- | ------------------ | ------------ | ----------------------------------------------------------------- | --------------- | ---------------------------------------------------------- | --- | ---- |
| ?          | Befestigung > Burg | Gassenreuth  | Wehranlage „Altes Schloss“                                        | Mittelalter     | nördlich des Orts auf einer Geländekuppe                   | Höhenburg in Gipfellage, runde Anlage mit umlaufendem Graben und Außenwall, Schutz seit 15. Oktober 1959 |      |
| ?          | besonderer Stein   | Posseck      | Steinkreuz                                                        | Neuzeit         | im Ort auf dem Dorfplatz                                   | Schwert(?) und Jahreszahl 1779 eingezeichnet, Schutz seit 16. September 1963 |      |
| ?          | Befestigung > Burg | Sachsgrün    | Wasserburg                                                        | Mittelalter     | Ortsmitte                                                  | Niederungsburg mit befestigtem Hof, überbaut, ursprünglich umlaufender Graben bzw. Teich verschliffen, Rest eines Außenwalls im Nordwesten, Schutz seit 15. Oktober 1959                                                         |      |
| ?          | Befestigung        | Sachsgrün    | Wehranlage „Schwedenschanze“                                      | Nachmittelalter | nördlich des Orts am Hang des Assenbergs                   | quadratische Schanze mit umlaufendem Graben, Schutz seit 12. März 1973 |      |
| ?          | Befestigung        | Untertriebel | Wehranlage „Kirchberg“                                            | Mittelalter     | südöstlicher Ortsteil, auf dem Kirchberg                   | ovaler befestigter Kirchhof, Wehrmauer im Norden und Westen, Schutz seit 12. März 1973 |      |
| ?          | Befestigung > Burg | Wiedersberg  | Wehranlage „Burg Wiedersberg“, „Ruine Wiedersberg“, „Ruine Haags“ | Mittelalter     | nordwestlich im Ort auf einem Bergsporn über dem Feilebach | Höhenburg in Spornlage, U-förmige Anlage, als Ruine erhalten, Umfassungsmauer, Graben und Außenwall im Norden, Westen und Süden, zwei Abschnittsgräben im Osten, dritter Abschnittsgraben im Südosten, Schutz seit 12. März 1973 |      |